# Scorpaena papillosa
Scorpaena papillosa és una espècie de peix pertanyent a la família dels escorpènids.

## Descripció
- Fa 30 cm de llargària màxima.
- Boca grossa.[3][4]

## Alimentació
Menja peixos i una gran varietat d'invertebrats, incloent-hi crustacis.

## Hàbitat
És un peix marí, demersal i de clima temperat que viu entre 5-50 m de fondària.

## Distribució geogràfica
Es troba a Nova Zelanda i el sud d'Austràlia.

## Costums
És nocturn.

## Observacions
És verinós per als humans.